# Pfäffikon (Schwyz)

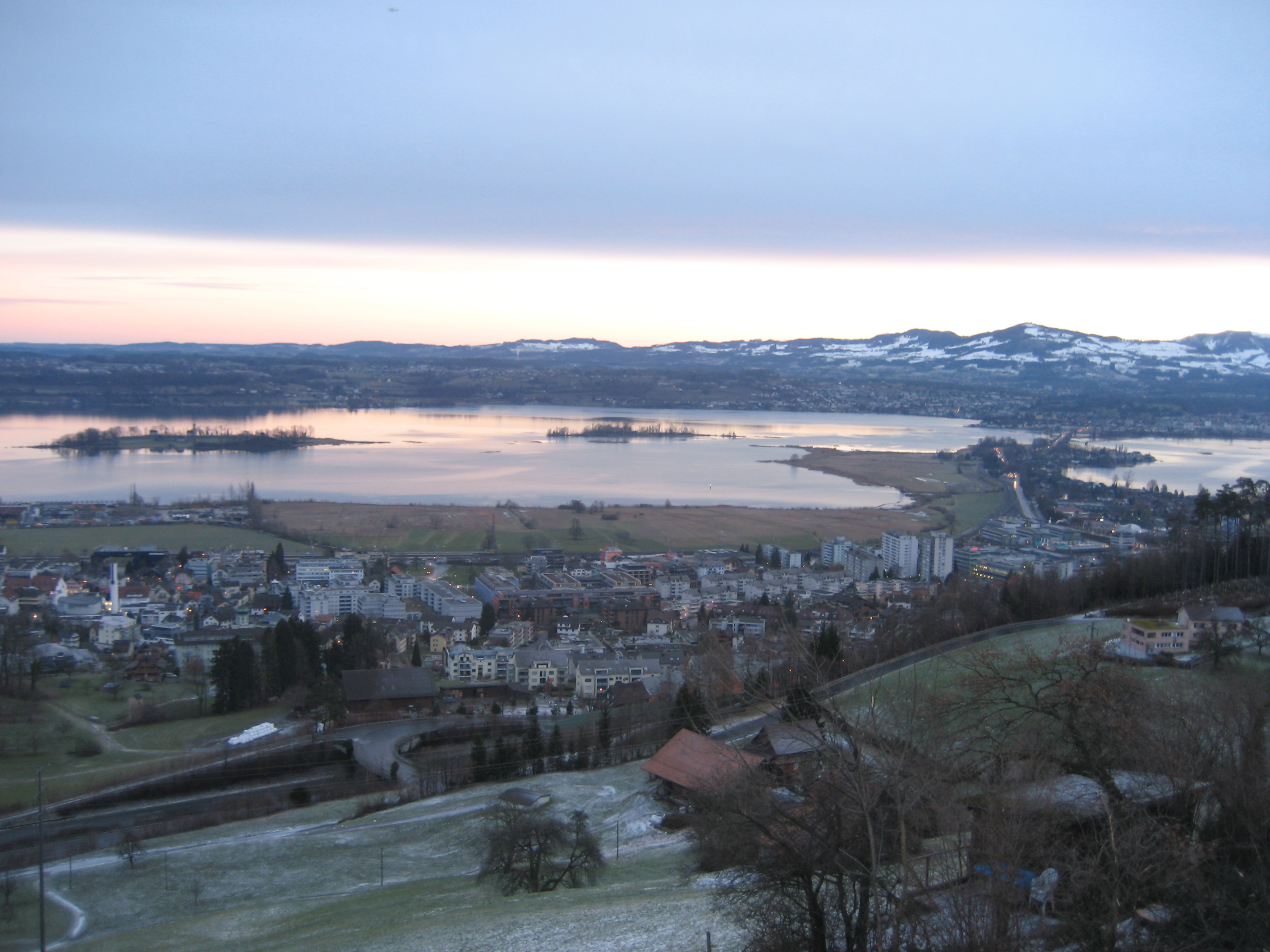
Vista de Pfäffikon junto al lago de Zúrich

Pfäffikon es una localidad suiza, perteneciente a la comuna suiza de Freienbach, en el Cantón de Schwyz. Se encuentra situada en el este de la comuna, junto al lago de Zúrich.
En los últimos años se ha convertido en un lugar estratégico para la ubicación fiscal de empresas al pagar en la localidad menos impuestos respecto a otras zonas como el área económica de Zúrich. También es conocida por estar ubicada en ella Alpamare, un parque acuático.

## Transportes
Ferrocarril
Cuenta con una estación ferroviaria en la que efectúan parada tanto trenes de cercanías de varias líneas de la red S-Bahn Zúrich como trenes que cubren recorridos de larga distancia o incluso internacionales.